# Jorge Marcelo de Araújo
Jorge Marcelo de Araújo também conhecido por Jorginho (Rio de Janeiro, 10 de fevereiro de 1975) é um ex-futebolista brasileiro que atuava como volante.
Atualmente joga showbol pela equipe do Flamengo.

## Carreira
Um cão de guarda no meio-de-campo rubro-negro. Este era o volante Jorginho, que atuou na equipe da Gávea durante seis anos, de 1997 a 2003, em um período que conquistou diversos títulos, entre eles a Copa dos Clubes Brasileiros Campeões Mundiais, a Copa Mercosul, a Copa dos Campeões, e também o Campeonato Carioca, três vezes. Foram 240 partidas vestindo a camisa do Flamengo, com quatro gols marcados, depois passou por clubes do futebol carioca como Nova Iguaçu e Campo Grande, e anteriormente defendeu o Moto Club do Maranhão, atualmente defende o Clube Atlético Juventus. Atualmente esta jogando a série B do futebol carioca pelo America-RJ[ligação inativa].

## Titulos
Flamengo
- Taça Guanabara: 1999, 2001
- Taça Rio: 2000
- Campeonato Carioca: 1999, 2000, 2001
- Copa dos Campeões: 2001
- Copa dos Campeões Mundiais: 1997
- Copa Mercosul: 1999